# 草屯交流道
草屯交流道為臺灣國道三號的交流道，位於臺灣南投縣草屯鎮與彰化縣芬園鄉交界，指標為217k。
|      | 南下      | 217 草屯 |  | 草屯 芬園 |
| 北上 | 217A 草屯 | 芬園     |  |           |
| 北上 | 217B 草屯 | 草屯     |  |           |

## 鄰近公路
- 台14線
- 台63線：草屯二交流道
- 投4線
- 彰66線

## 外部連結
- 國道三號草屯交流道示意圖 （页面存档备份，存于）（交通部高速公路局）